# Deborah Gravenstijnová
Dibora Monick Olga "Deborah" Gravenstijn, (* 20. srpna 1974 Tholen, Nizozemsko) je bývalá reprezentantka Nizozemska v judu. Po matce má surinamský původ. Je držitelkou dvou olympijských medailí.

## Sportovní kariéra
S judem začala v 9 letech v Rotterdamu. Později se připravovala v tréninkovém centru Jana de Rooije v Goirle. Po zranění krční páteře v roce 2005 spolupracovala s Marjolein van Unenovou.
V prvních letech své její sportovní kariéry byla ve stínu sester Jessici a Jenny Galových. S blížícími se olympijskými hrami v Sydney v roce 2000 se proto zmáčkla do pololehké váhy a podařilo se jí nasbírat dostat bodů pro kvalifikaci. Svůj úvodní duel proti Severokorejce Kje Sun-hui sice prohrála, ale přes opravy postoupila do souboje o bronzovou medaili a obsadila nakonec 5. místo.
Od roku 2001 startovala ve své oblíbené lehké váze a bez větších problémů si zajistila účast na olympijských hrách v Athénách v roce 2004. Nestačila pouze na výborně připravenou Němku Bönischovou a získala bronzovou olympijskou medaili. Po olympijských hrách jí však stíhala jedna tragédie za druhou. Na podzim jí zemřela mladší sestra. V roce 2005 si během mistrovství Evropy poranila krční páteř a na tatami se vrátila až po dvou letech. V roce 2007 ke všemu zemřela její matka. Po těchto životních útrapách se jí přesto podařilo nasbírat dostatek bodů pro účast na olympijských hrách v Pekingu.
V roce 2008 jela do Pekingu pro jednu z medailí s odlišnou taktikou jako před čtyřmi roky. Na cestě do finále vítězila opatrně na body a ve finále se utkala s Italkou Quintavalleovou. Potom co se soupeřka dostala do vedení na yuko nenašla způsob jak zápas otočit a musela se spokojit se stříbrnou olympijskou medaili.
Se sportovní kariérou se rozloučila v roce 2009 po domácím mistrovství světa v Rotterdamu.

## Výsledky
| Turnaj             | 1992             | 1993             | 1994             | 1995             | 1996             | 1997             | 1998       | 1999       | 2000       | 2001       | 2002       | 2003       | 2004       | 2005       | 2006       | 2007       | 2008       | 2009       |
| Turnaj             | 18               | 19               | 20               | 21               | 22               | 23               | 24         | 25         | 26         | 27         | 28         | 29         | 30         | 31         | 32         | 33         | 34         | 35         |
| Turnaj             | polostřední váha | polostřední váha | polostřední váha | polostřední váha | polostřední váha | polostřední váha | lehká váha | lehká váha | lehká váha | lehká váha | lehká váha | lehká váha | lehká váha | lehká váha | lehká váha | lehká váha | lehká váha | lehká váha |
| ------------------ | ---------------- | ---------------- | ---------------- | ---------------- | ---------------- | ---------------- | ---------- | ---------- | ---------- | ---------- | ---------- | ---------- | ---------- | ---------- | ---------- | ---------- | ---------- | ---------- |
| Olympijské hry     | —                |                  |                  |                  | —                |                  |            |            | 5.         |            |            |            | 3.         |            |            |            | 2.         |            |
| Mistrovství světa  |                  | —                |                  | —                |                  | —                |            | úč.        |            | 2.         |            | 3.         |            | —          |            | úč.        |            | úč.        |
| Mistrovství Evropy | —                | —                | —                | —                | —                | —                | 3.         | 3.         | 3.         | 2.         | 3.         | 7.         | —          | 7.         | —          | 7.         | úč.        | 5.         |
| MS juniorů         | 2.               |                  |                  |                  |                  |                  |            |            |            |            |            |            |            |            |            |            |            |            |
| ME juniorů         | 1.               |                  |                  |                  |                  |                  |            |            |            |            |            |            |            |            |            |            |            |            |

## Podrobnější výsledky

### Olympijské hry
| Rok      | Kategorie      |  | 1/32                                 | 1/16                               | čtvrtfinále                              | semifinále                          | opravy                          | opravy                               | opravy                         | o bronz                         | finále                                 |
| -------- | -------------- |  | ------------------------------------ | ---------------------------------- | ---------------------------------------- | ----------------------------------- | ------------------------------- | ------------------------------------ | ------------------------------ | ------------------------------- | -------------------------------------- |
| LOH 2000 | pololehká váha |  | volný los                            | prohra - waz/shi Kje Sun-hui       | -                                        | -                                   | výhra - waz/uma Hillary Wolfová | výhra - 3:39/uma Rebecca Sullivanová | výhra - 0:42/uma Miren Leónová | prohra - 3:56/ysg Liou Jü-siang | -                                      |
| LOH 2004 | lehká váha     |  | výhra - 1:31/ugo Cinzia Cavazzutiová | výhra - 4:01/suk Ellen Wilsonová   | výhra - 2:47/uma Danielle Zangrandová    | prohra - 1:21/tno Yvonne Bönischová | -                               | -                                    | -                              | výhra - 3:38/stg Barbara Harel  | -                                      |
| LOH 2008 | lehká váha     |  | volný los                            | výhra - kok/ksg Ketleyn Quadrosová | výhra - 6:00(gs)/out Isabel Fernándezová | výhra - waz/shi Sü Jen              | -                               | -                                    | -                              | -                               | prohra - yuk/osg Giulia Quintavalleová |